# Площадь Мучеников
Площадь Мучеников (фр. Place des Martyrs, люкс. Rousegäertchen) — одна из площадей столицы Люксембурга. Из-за посаженных роз площадь также часто именуется местными жителями Роузгёртхен (Розовый сад).
Площадь была разбита в 1920-е годы в память о жертвах германской оккупации времён Первой мировой войны. На площади расположена штаб-квартира ArcelorMittal, крупнейшей металлургической компании мира. Также площадь Мучеников известна своими скульптурами Генри Спенсера Мура.
Площадь соединяется с проспектом Свободы, одной из главных магистралей Люксембурга.

## Footnotes
1. ↑  Architectural Tour of the Railway Station District. Дата обращения: 3 октября 2014. Архивировано 10 апреля 2008 года.